# Норояр
62°16′55″ пн. ш. 6°32′35″ зх. д. / 62.282° пн. ш. 6.543° зх. д.
Норояр (фар. Norðoyar, також фар. Norðoyggjar, досл. «Північні острови») — регіон у північно-східній частині Фарерських островів, який включає острови: Кальсой, Куной, Борой, Війой, Свуйной і Фуглой. Столиця регіону — Клаксвік.
На референдумі про незалежність 1946 року, 67,3 % виборців Норояру обрали незалежність, що є найвищим показником у Фарерському регіоні.